# Выборы в Всесоюзный съезд Советов (1931)
Безальтернативные выборы на VI-й всесоюзный съезд Советов прошли в феврале 1931 года, на котором было избрано или делегировано 1576 депутата.

## Ход выборов
Де-факто, выборы представляли собой делегацию членов от автономных правительств красных сил, которые представляли интересы своего правительства и автономии на съезде.
Многие крестьяне были крайне недовольны и раздражены действующей дискриминационной избирательной системой, требуя изменения конституции и учреждение равных, свободных выборов, что приводило к критически низкой явке и постоянным перевыборам.

## Итог выборов
| VI-ой всесоюзный съезд советов        |                                                     |        |        |       |       |       |
| Партия                                | Партия                                              | Голоса | Голоса | Места | Места | Места |
| Партия                                | Партия                                              | No.    | %      | До    | После | +/–   |
|                                       | Всесоюзная коммунистическая партия (большевиков)    | —      | 73,03  | 1196  | 1151  | ▼-11  |
|                                       | Беспартийные                                        | —      | 27,74  | 441   | 390   | ▼-67  |
|                                       | Всесоюзный ленинский коммунистический союз молодёжи | —      | 2,23   | 3     | 35    | ▲32   |
|                                       |                                                     |        |        |       |       |       |
| Действительных голосов                | Действительных голосов                              | —      | —      | —     | —     | —     |
| Недействительных голосов              | Недействительных голосов                            | —      | —      | —     | —     | —     |
| Всего                                 | Всего                                               | —      | 100.00 | 1656  | 1576  | ▼-80  |
| Зарегистрированных избирателей / Явка | Зарегистрированных избирателей / Явка               | —      | —      | —     | —     | ▬     |